# Claes Lagerstråle
Claes Lagerstråle, född 5 januari 1795 i Rasbo, död 9 december 1854, var en svensk friherre och överstelöjtnant.

## Biografi
Lagerstråle avlade officersexamen den 12 augusti 1812. Lagerstråle inledde sin militära karriär som fänrik vid andra livgrenadjärregementet, och kom sedan att bli löjtnant vid regementet i november 1817. Därefter blev han kapten i generalstaben 1821, major och bataljonschef tre år senare, i november 1824. Vidare utnämndes han till major vid sjöartilleriet den 1 januari 1825, och året därpå förlänades han med orden Riddare av Svärdsorden. Drygt tio år senare tillträdde han som överstelöjtnant vid regementet. Under sin militära karriär bevistade han bland andra fälttågen i Tyskland 1813.
Lagerstråle var son till friherre Per Gustaf Lagerstråle, och hans hustru friherrinnan Beata Catharina Lovisa Cederström. Han  gifte sig med Marie Julie von Cederwald, dotter till vice presidenten i Åbo hovrätt Arvid von Cederwald.

## Utmärkelser
- Riddare av Svärdsorden, 11 maj 1826.[2]